# Yaniv
Yaniv är ett kortspel med ursprung i Israel, som går ut på att få så låga poäng som möjligt, för att när man har summan 5 eller mindre (eller annan överenskommen poängsumma) kunna säga "Yaniv". 
En kortlek med två jokrar används (två lekar om man är fem eller fler spelare). Säger man Yaniv tror man sig ha den lägsta kortsumman av spelarna. Har man det får man inga poäng, medan övriga spelare får summan av sina kort i poäng (joker är 0, klädda kort är 10, övriga har sin vanliga poängsumma). Är fallet så att personen som sagt Yaniv inte har lägst poängsumma, utan någon annan vid bordet har lägre poäng, får denne 30 straffpoäng samt poängsumman på handen. Alltså, har personen som sagt Yaniv 5 poäng på handen får denne nu 35 poäng. Yaniv kan endast sägas när det är ens tur, man kan alltså inte byta kort och sedan direkt säga Yaniv - man måste då vänta på sin tur.
Jokrarna spelar en stor roll i det här kortspelet. En joker räknas som 0 poäng, något man ska försöka samla på vill säga. Men, en joker kan även ta ett annat korts plats, om det behövs för att man ska kunna slänga en färgstege. Man kan alltså slänga spader knekt, joker, spader kung. 
Vad gäller poängräkningen är det inga större konstigheter. Man går till 200. Det finns dock lite finurligheter: Kommer man på jämnt 200, åker man ner på 100 poäng. Kommer man på jämnt 100, åker man ner på 50 poäng. 
2 personer kan spela Yaniv, men det går minst lika bra, om inte bättre, att spela fler.

## Instruktioner
1. Varje spelare har 5 kort på handen.
2. Ett kort vänds upp bredvid högen av nya kort.
3. I tur och ordning slänger man ett kort, eller eventuellt två eller flera om man har flera av samma valör. Har man stege, i samma färg med minst tre kort, kan man även slänga dessa.
4. Nu har spelaren ett val: antingen tar man ett nytt kort, eller så tar man det översta kortet i högen där korten slängs.
5. När en spelare sagt Yaniv måste alla spelare visa sina kort och poängen skrivs upp. När en person passerar 200 poängs-gränsen, åker han eller hon ut, och övriga spelare fortsätter.